# Denis Hugelmann
Denis Hugelmann est membre du Comité Exécutif d'Areva et Directeur Général délégué Performance Opérationnelle.
Fils de garagiste, entré au CEA lors de au service national, le jeune Havrais est embauché en 1983 à la Cogema (l'ancêtre d'Areva) après avoir obtenu son diplôme d'ingénieur à l'École centrale de Paris. 
En 1994, il devient directeur technique de l'usine de la Hague, puis directeur général adjoint du centre de traitement du combustible usé. Quatre ans plus tard, il dirige l'usine Melox de Marcoule. Puis il est nommé directeur du Business Group Aval d'Areva : chargé du retraitement des déchets nucléaires et de la logistique des convois de déchets nucléaires.